# De! Kunsthumaniora
De! Kunsthumaniora Antwerpen heeft een brede eerste graad en biedt kunstsecundair onderwijs aan binnen verschillende disciplines van de beeldende kunsten én podiumkunsten in de tweede en derde graad. Een zevende jaar bereidt op hoger kunstonderwijs voor. 
De! Kunsthumaniora is een Antwerpse middelbare school met vier vestigingen:
- campus Harmonie (Karel Oomsstraat 24, Antwerpen): KSO voor de tweede en derde graad (inclusief voorbereidende jaren) in beeldende en podiumkunsten
- campus Ieperman (Kerkelei 43, Wilrijk): brede eerste graad (A- en B-stroom), tweede en derde graad dansopleiding en voorbereidend jaar musical
- stadscampus Explo Art (Mechelsesteenweg 125, Antwerpen): algemene vorming voor de eerste graad
- campus Distelvink (Distelvinklaan 22, Hoboken): arbeidsmarktgerichte opleiding in decor, etalage en publiciteit

De! Kunsthumaniora maakt deel uit van Scholengroep Antwerpen van het GO! onderwijs van de Vlaamse Gemeenschap. 

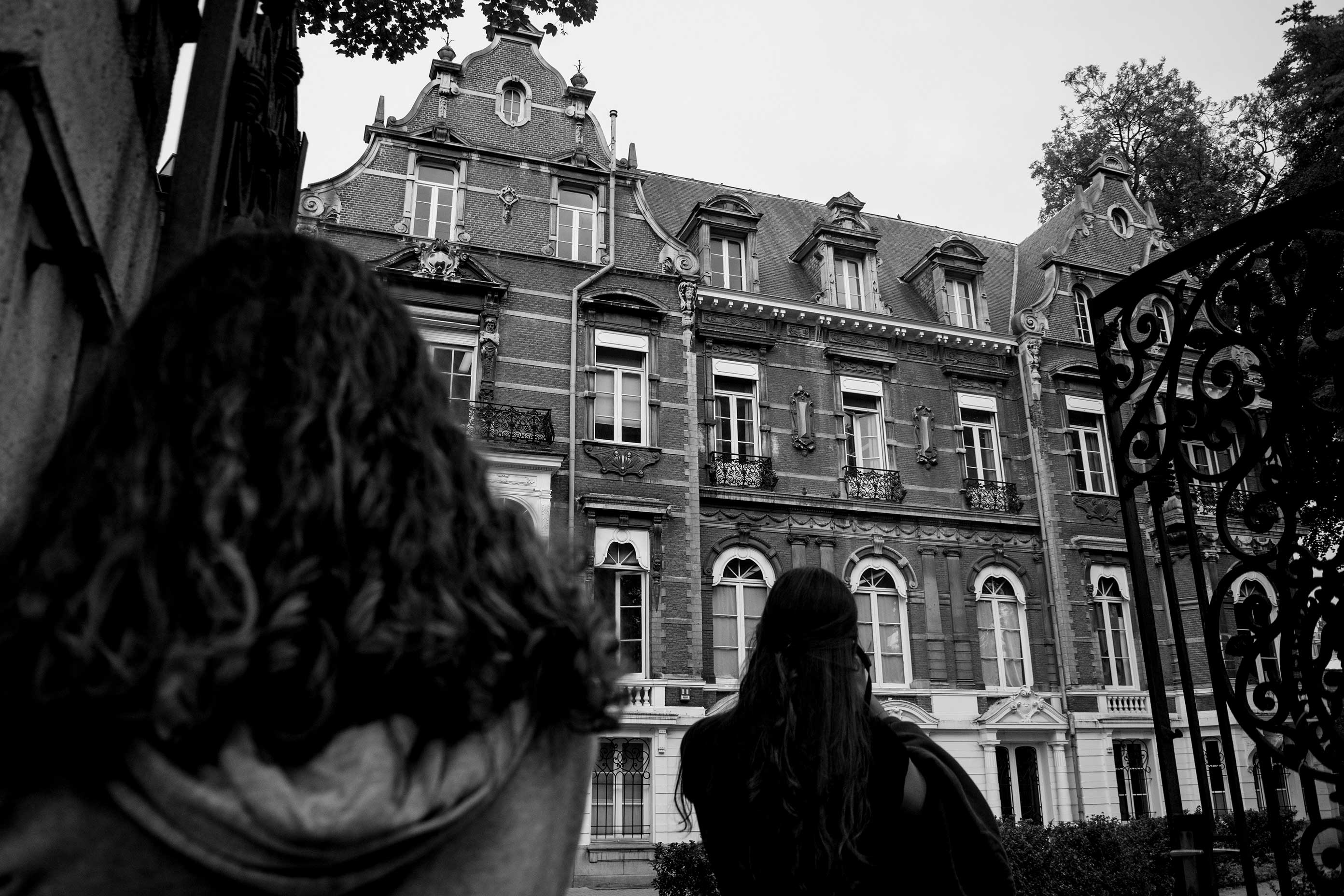

## Geschiedenis
Op 1 november 1977 werd het Rijksinstituut voor Kunstsecundair Onderwijs (RIKSO) opgericht als fusie van de toenmalige oriëntatieafdeling van de Academie en de kunsthumaniora van het Koninklijk Vlaams Muziekconservatorium. Tot 1980 ressorteerde de school onder het ministerie van Nationale Opvoeding en Nederlandse Cultuur. Met de fusie werd ook besloten om de nieuwe school vanaf 1 september 1978 te verhuizen van de Academie in het historische stadscentrum aan de Mutsaardstraat naar het Mercatorgebouw aan de kruising van Desguinlei en Jan Van Rijswijcklaan op de site van het Koninklijk Vlaams Muziekconservatorium en de Singel. Pas in 1984 volgde de verhuis van de hogere graden naar de campus Harmonie in het Kasteel Fester aan de Karel Oomsstraat, een paar honderd meter noordelijker. Een nieuw gebouw met een professionele theaterzaal, in de tuin van het kasteel, bood vanaf 2010 plek aan het groeiende leerlingaantal en gaf mogelijkheid om de campus in Lier ook naar de stad te brengen. Er werd in 2006 een eerste graad opgericht op campus Ieperman in Wilrijk en in 2018 volgde de uitbreiding met stadscampus Explo Art. In 2020 opende campus Distelvink in samenwerking met Atheneum Hoboken.
In 2024 werd de school doorgelicht door de onderwijsinspectie. Uit het doorlichtingsverslag blijkt dat de school de officiële regelgeving niet respecteert. Er werden 11 inbreuken vastgesteld. Verder scoort De! Kunsthumaniora Antwerpen beneden de verwachting op visie en strategisch beleid, organisatiebeleid, onderwijskundig beleid, evaluatie van de kwaliteit en bijsturing. Ook de interne samenwerking en de werking van de leerlingenbegeleiding scoorden beneden de verwachtingen. Ten slotte wordt de school verplicht de kwaliteit te borgen en de ontwikkelkansen te benutten van verschillende sleutelcompetenties en de tekorten weg te werken op het gebied van de kwaliteitsontwikkeling, de leerlingenbegeleiding, de rapportering en oriëntering en de hierboven reeds vermelde inbreuken op de regelgeving.

## Aanbod

### Doorstroomfinaliteit

#### Beeldende Kunsten
- architecturale vorming
- audiovisuele vorming
- beeldende vorming

#### Podiumkunsten
- dans
- jazz
- klassieke muziek
- pop-rock
- muziek-woord
- woord-drama

### Dubbele finaliteit
- architectuur en interieur
- beeldende kunsten
- fotografie

### Arbeidsfinaliteit
- decor, etalage en publiciteit

### Voorbereidend jaar op hoger kunstonderwijs
- beeld
- jazz
- klassieke muziek
- pop-rock
- musical
- muziek-woord
- woord-drama

## Alumni
- Rinus Van de Velde
- Matthias Schoenaerts
- Stef Kamil Carlens
- Fleur van Groningen
- Klaas Janzoons
- Jenna Vanlommel
- Geena Lisa Peeters
- Jan Van den Bosch
- Chris Mentens
- Ridder van Kooten
- Francisco Schuster
- Jasmine Jaspers
- Nini Bulterys
- Maja Van Honsté
- Sevi Geerts
- Maarten Bosmans
- Kevin Janssens
- Evelien Bosmans
- Daphne Paelinck
- Lauren Müller
- Elias Mentzel
- Gert Bettens
- Matthias Lens
- Jo Hermans
- Nel Maertens
- Igor Dieryck
- Free Desmyter
- Jan De Haas
- Yasin Nndong Mboulou
- Wies Frederickx